# Dudu França
Dudu França ou Eduardo França, nomes artísticos de José Eduardo França Pontes (São Paulo, 11 de abril de 1950), é um cantor, compositor  e apresentador brasileiro.

## Carreira
Aprendeu a tocar violão e depois bateria e, tocando bateria, aos 15 anos, ingressou na banda Memphis.
Fez sucesso com uma canção na Era disco, chamada "Grilo na Cuca" (composta por Carlos Imperial), em 1978, que foi parar na trilha sonora da novela Marron Glacê (1979).
Também emplacou outras canções em tramas como Sem Lenço, Sem Documento (1977), com "A Menina do Subúrbio"; em Pacto de Sangue (1989), com "Devagar, um Segredo"; e "Emaranhado", que esteve em Amor com Amor se Paga (1984).
Apresentou entre os anos de 1982 e 1983 o programa "Vamos Nessa", no SBT.
Em 1985, Trabalhou como ator na novela Jogo do Amor do SBT.
Gravou como pseudônimos estrangeiros como Dave D. Robinson e Joe Bridges (uma vez que um de seus sobrenomes é Pontes), gravou também vários covers e fez coros em gravações de outros artistas.
Nos anos 2000, se tornou cantor gospel, gravando álbuns como Eu Vejo a Luz (2008) e chegando a produzir uma versão de seu maior sucesso, intitulada "Cristo na Cuca".
Em 2021, participou do programa The Voice+, da Rede Globo.